# Кузьминков, Лель Николаевич
Лель Николаевич Кузьминков (8 октября 1925, Мариуполь — 15 марта 2012, Мариуполь) — украинский живописец, график, монументалист и скульптор. Член Союза художников СССР. Член Национального Союза художников Украины. Почётный гражданин Мариуполя
Лель Кузьминков родился в 1925 году в Мариуполе. В 1947 году поступил в Харьковское художественное училище, где учился у Н. С. Слипченко и Л. Фитилева. Окончил училище в 1951 году, дипломная работа — «Сталин выступает в подполье».
Его монументальные мозаики и росписи зданий общей площадью 2000 м² размещены на зданиях Мариуполя, Славянска, Бахмута, Бердянска и Урзуфа.
В соавторстве с В. К. Константиновым создал памятники поэту Георгию Костоправу (1992 год, Малоянисоль), митрополиту Игнатию (1998 год, Мариуполь), «Воину-освободителю» (Мариуполь).
Является автором линогравюр к рукописным экземплярам «Кобзаря» в переводах греческих авторов.
Участвовал в республиканских, всесоюзных и зарубежной (1992, Париж) выставках. Персональная выставка (совместно с Л. Н. Гади) состоялась в 1959 году в Мариуполе.
Автор книги «Переселение Крымских греков в Северное Приазовье в 1778-80 гг. (Причины и следствия)» (1997 год), ряда краеведческих очерков и статей по искусству.
Являлся одним из инициаторов, а затем — членом совета Мариупольского общества греков.
Работы находятся в постоянной экспозиции музея Тараса Шевченко в Киеве, Российской национальной библиотеки в Москве и Мариупольского краеведческого музея.